# Giovanni Nardi (medico)
Giovanni Nardi (Montepulciano, 1585 circa – Firenze, 1654) è stato un medico e filosofo naturale italiano.

## Biografia
Giovanni Nardi nacque a Montepulciano, nell'odierna provincia di Siena, verso l'anno 1585. Seguendo le orme del padre, il medico Bernardino, dopo aver frequentato l'Università di Pisa e concluso gli studi, nel 1607 iniziò ad esercitare la professione medica nella città di Firenze.
Divenuto medico di corte nel 1620, Ferdinando II de' Medici, granduca di Toscana, lo scelse come proprio medico personale. Nardi seguì il granduca nei suoi viaggi e condivise con lui l'interesse per gli studi di medicina, per la filosofia naturale e le antichità. Nella sua abitazione fiorentina, in via dell'Alloro 13, in un edificio che lo stesso Nardi aveva fatto restaurare , fece allestire una collezione di oggetti di antiquariato.

### Nardi filosofo della natura
Oltre alla professione che esercitò con successo, Nardi scrisse alcuni volumi di filosofia naturale. Il primo Lactis physica analysis, un trattato sul latte pubblicato a Firenze nel 1634, fu dedicato a Ferdinando II. Di particolare interesse è l'opera Titi Lucretii Cari De rerum naturae libri sex, commento e digressione del poema didascalico di Lucrezio edito nel 1647, ove si distingue dall'aristotelismo dogmatico avvicinandosi piuttosto alle nuove concezioni della filosofia naturale e dell'atomismo.
Nella sua ultima opera Noctes geniales, fatta pubblicare postuma dal figlio Filippo nel 1655, sono descritte dieci immaginarie riunioni di medici che disputano su questioni di medicina, chirurgia e fisica. Nella decima di queste riunioni si disserta sul cuore e sulla circolazione sanguigna. In questa sezione Nardi critica le teorie del medico inglese William Harvey che nel 1628, con l'opera Exercitatio anatomica de motu cordis et sanguinis in animalibus, aveva descritto in modo accurato l'apparato circolatorio dell'uomo e le funzioni del cuore.
Giovanni Nardi morì a Firenze, a circa sessantanove anni, nel 1654. I figli Filippo e Ippolito furono anch'essi medici. Un ritratto di Giovanni, la moglie Nera e il figlio Ippolito si trova nella cappella maggiore della chiesa fiorentina di Santa Cecilia, nei pressi di piazza della Signoria.

## Opere
- (LA) Giovanni Nardi, Lactis physica analysis, Florentiae, Typis Petri Nestii, 1634.
- Ioannis Nardii ... Apologeticon in Fortunii Liceti Mulctram, vel De duplici calore, Florentiae, typis novis Amatoris Massae, & soc., 1638.
- (LA) Giovanni Nardi, De igne subterraneo physica prolusio, Florentiae, Typis Amadoris Massie & Laurentij de Landis, 1641.
- (LA) Giovanni Nardi, De rore disquisitio physica, Florentiae, Typis Amadoris Massie & Laurentij de Landis, 1642.
- (LA) Giovanni Nardi, Titi Lucretii Cari De Rerum Natura libri sex. Vna cum paraphrastica explanatione, & animaduersionibus, D. Ioannis Nardii Florentini, Florentiae, Typis Atnatoris Massae Forolivien., 1647. URL consultato il 25 maggio 2019.
- Noctes geniales auctore D. Ioanne Nardio Florentino. Annus primus, Bononiae, typis Io. Baptistae Ferronij, 1655.